# Ražanac Veli
Ražanac Veli (Krivi Školj, Istočni Školj) je nenaseljeni otočić u Velebitskom kanalu, sjeverno od naselja Ražanca, od kojeg je udaljen oko 3.5 km
Površina otoka je 77.183 m2, duljina obalne crte 1525 m, a visina 10 metara.
Iz pomorske karte je vidljivo da svjetionik emitira svjetlosni signal: B Bl 5s. Nazivni domet svjetionika je 9 milja.

## Vanjske poveznice
|  | Zajednički poslužitelj ima još gradiva o temi Ražanac Veli |